# 政府間氣候變化專門委員會
政府間氣候變化專門委員會（英語：Intergovernmental Panel on Climate Change，缩写；又譯政府間氣候變化專業委員會、跨政府氣候變化委員會、政府間氣候變遷小組等）是一個附屬於聯合國之下的跨政府組織，在1988年由世界氣象組織、聯合國環境署合作成立，專責研究由人類活動所造成的氣候變遷。該會會員限於世界氣象組織及聯合國環境署之會員國。
政府間氣候變化專門委員會本身並不進行研究工作，也不會對氣候或其相關現象進行監察。其主要工作是發表與執行《联合国气候变化框架公约》有關的專題報告。政府間氣候變化專門委員會主要根據成員互相審查對方報告及已發表的科學文獻來撰寫評核。
IPCC有三個工作組：第一工作組（WGI）評估氣候變化的物理科學基礎。第二工作組（WGII）評估社會經濟和自然系統面對氣候變化的脆弱性、氣候變化的後果以及適應氣候變化的選項。第三工作組（WGIII）評估如何減緩氣候變化、減少溫室氣體排放以及去除大氣層之溫室氣體的方法。
IPCC協助各國於1997年在日本京都草擬了《京都议定书》，協議目標是要在2010年時，讓全球碳排放量比1990年時減少5.2%，目前已有170多國核准該協議。
IPCC於2007年12月獲得諾貝爾和平獎，以表彰他們「努力建立並推廣人為造成之氣候變化的相關知識，並為人們對抗氣候變化的因應措施奠定了衡量的基礎」。同時獲獎的還有美國前副總統艾爾·高爾，以表彰他在氣候變化方面的工作以及紀錄片《不願面對的真相》。 
IPCC已分別在1990、1995、2001、2007、2013及2022年發表六次「氣候變化評估報告」，IPCC主席帕卓里博士曾公開呼籲：「假如在2012年前沒任何行動的話，就太晚了。接下來的兩、三年是決定我們未來的關鍵時刻」。
IPCC於2021年8月9日發表第六次評估的第一工作組報告《氣候變化2021：物理科學基礎》，2022年2月28日發布第二工作組報告《氣候變化2022：影響、適應和脆弱性》，2022年4月4日发布第三工作組報告《氣候變化2022：減緩氣候變化》，並於2023年3月20日先行釋出《氣候變化2023：第六次評估綜合報告》之〈決策者摘要〉。第六次氣候變化評估報告中，除了《綜合報告》較為精簡（170頁），其餘篇幅少則2,900餘頁、多則將近4,000頁，讀者可從各報告之《決策者摘要》（SPM）入手較為簡易，中譯版請見附註。第六次評估另有三份特別報告：《全球升温1.5°C》、《氣候變化和土地》及《氣候變化中的海洋與冰凍圈》。

## 外部連結
- IPCC官方網站 （页面存档备份，存于）
- 聯合國氣候變遷政府間專家委員會
- IPCC第六次气候变化评估报告 （页面存档备份，存于）